# Serhij Machno
Serhij Mychajlovyč Machno (in ucraino Сергій Михайлович Махно?; Kiev, 21 maggio 1981) è un architetto ucraino.
È il fondatore del MAKHNO Studio.
I suoi progetti sono stati esposti al Salone Internazionale del Mobile, alla Paris Design Week, alla Dutch Design Week, alla Galerie 5 a Singapore, alla Gallery G-77 a Kyoto e alla Les Ateliers Courbet Gallery a New York.
Sergij Makhno è membro della giuria dei Dezeen Awards, International Architecture & Design Awards, Architecture MasterPrize e altri.

## Primi anni di vita e istruzione
Sergij Makhno è nato il 21 maggio 1981 a Kiev, in una famiglia di lavoratori. Ha due fratelli minori. Si è laureato all'Università Nazionale di Costruzione e Architettura di Kiev con una laurea in Progettazione dell'Ambiente Architettonico.

## Carriera
Dopo la laurea nel 2003, Sergij Makhno ha fondato lo MAKHNO Studio, una società multidisciplinare di architettura, interior design e product design.

### Architettura e Design
Lo studio lavora in uno stile che combina autenticità ucraina, arte contemporanea, naturalità e futurismo.
Uno dei principi fondamentali dello studio è combinare elementi classici con idee moderne, utilizzando mestieri e tecniche tradizionali, ma in un contesto nuovo.
Durante questo periodo, lo MAKHNO Studio ha vinto premi architettonici globali come l'Architecture MasterPrize, gli IIDA Awards, i Restaurant & Bar Design Awards, gli SBID Awards e altri. In particolare, il progetto SHKRUB ha vinto diversi premi architettonici prestigiosi contemporaneamente nel 2020 e nel 2021.

### Arte
Contemporaneamente allo studio di architettura e design, esiste un laboratorio di ceramica. Attraverso i diversi media, il lavoro di Makhno incarna l'estetica e la filosofia giapponese del wabi-sabi.
Sergij Makhno e il suo team creano mobili, illuminazione, piastrelle e decorazioni. Nel 2017, ha ricevuto il Red Dot Design Award internazionale per le sue piastrelle in ceramica e nel 2024 per blocchi innovativi realizzati con "argilla viva". Inoltre, nel 2021, la lampada in ceramica KHMARA ha ricevuto il Grand Prix ai Big See Interior Design Awards e un premio dall'Interior Design Magazine Awards.
Nel 2017, lo studio ha presentato il progetto "Transformation. Silence" alla Paris Design Week e lo stesso anno alla Dutch Design Week a Eindhoven, Paesi Bassi. Nel gennaio 2019, lo studio ha partecipato al Maison&Objet come parte dello stand collettivo ucraino con il progetto "Ukrsavana".
Nel 2019, Sergij e il suo studio hanno presentato il progetto "Inside. Out" al loro stand di 100 metri a Salone Internazionale del Mobile. La composizione di mobili e lampade in ceramica è stata tra le principali tendenze della mostra secondo ArchDaily.
Nel 2020, è stata creata la MAKHNO Art Foundation per lanciare una nuova ondata di arte ucraina.
Nel 2022, ha rilasciato la sua prima collezione NFT di arte ceramica, META DIDO. I token digitali reinterpretano una serie di sculture zoomorfiche in ceramica create e rilasciate nel 2019 sotto "Dido".
Nel novembre 2023, la collezione di mobili e decorazioni in ceramica fatti a mano ZEMLYA è stata esposta alla Les Ateliers Courbet a New York, USA.

## Mostre
2017 – Paris Design Week a Parigi, Francia.
2017 – Dutch Design Week a Eindhoven, Paesi Bassi.
2019 – Maison&Objet a Parigi, Francia.
2019 – Salone Internazionale del Mobile, Italia.
2021 – Expo 2020 Dubai a Dubai, UAE.
2023 – Gallery G-77 a Kyoto, Giappone.
2023 – Les Ateliers Courbet a New York, USA.
2024 – Galerie 5, International Day of Light a Singapore.